# Steenkoolmijn van Horonai

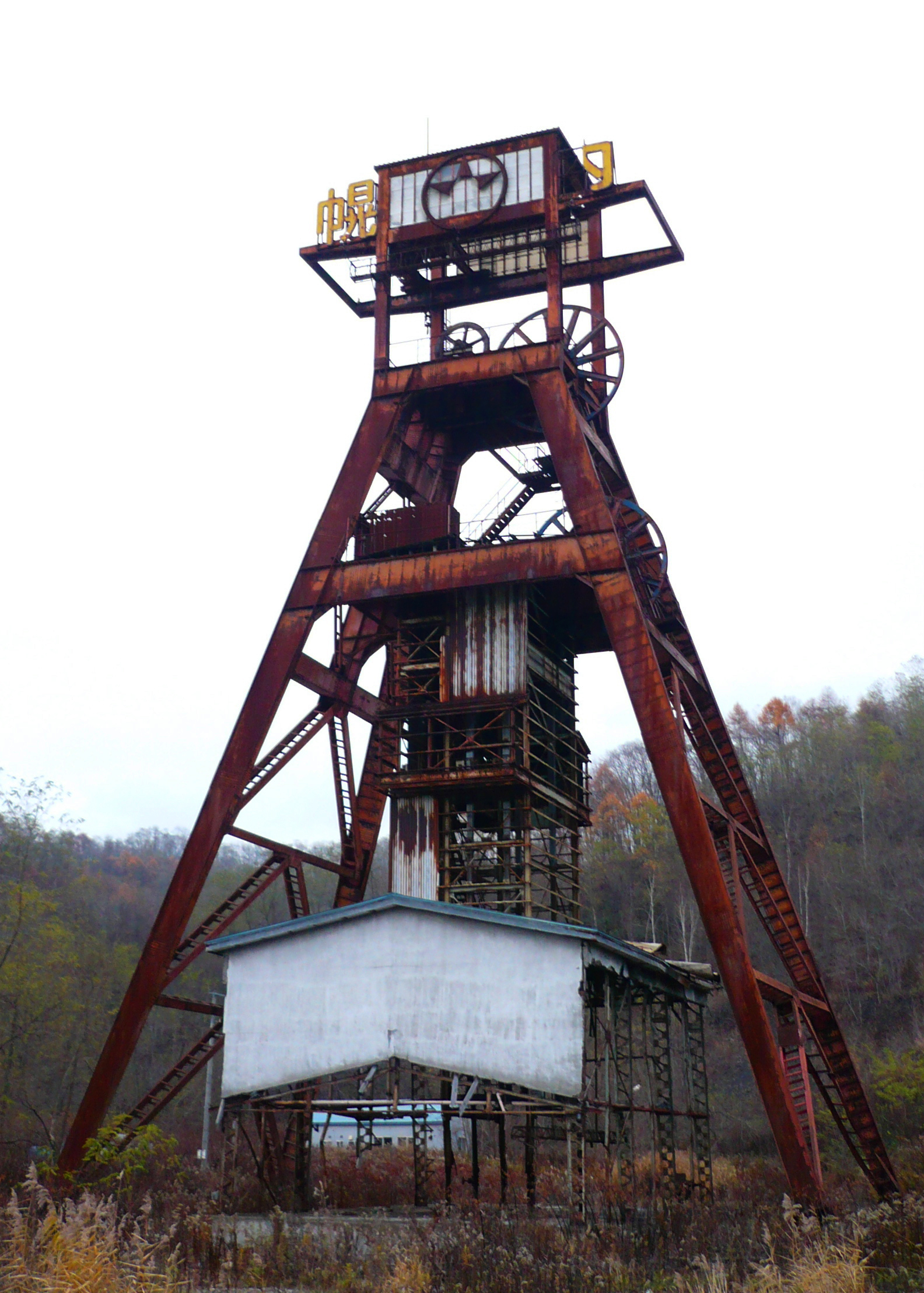
De in 1966 gebouwde Horonai-schacht (幌内立坑) van de Hokutan Horonai mijn.

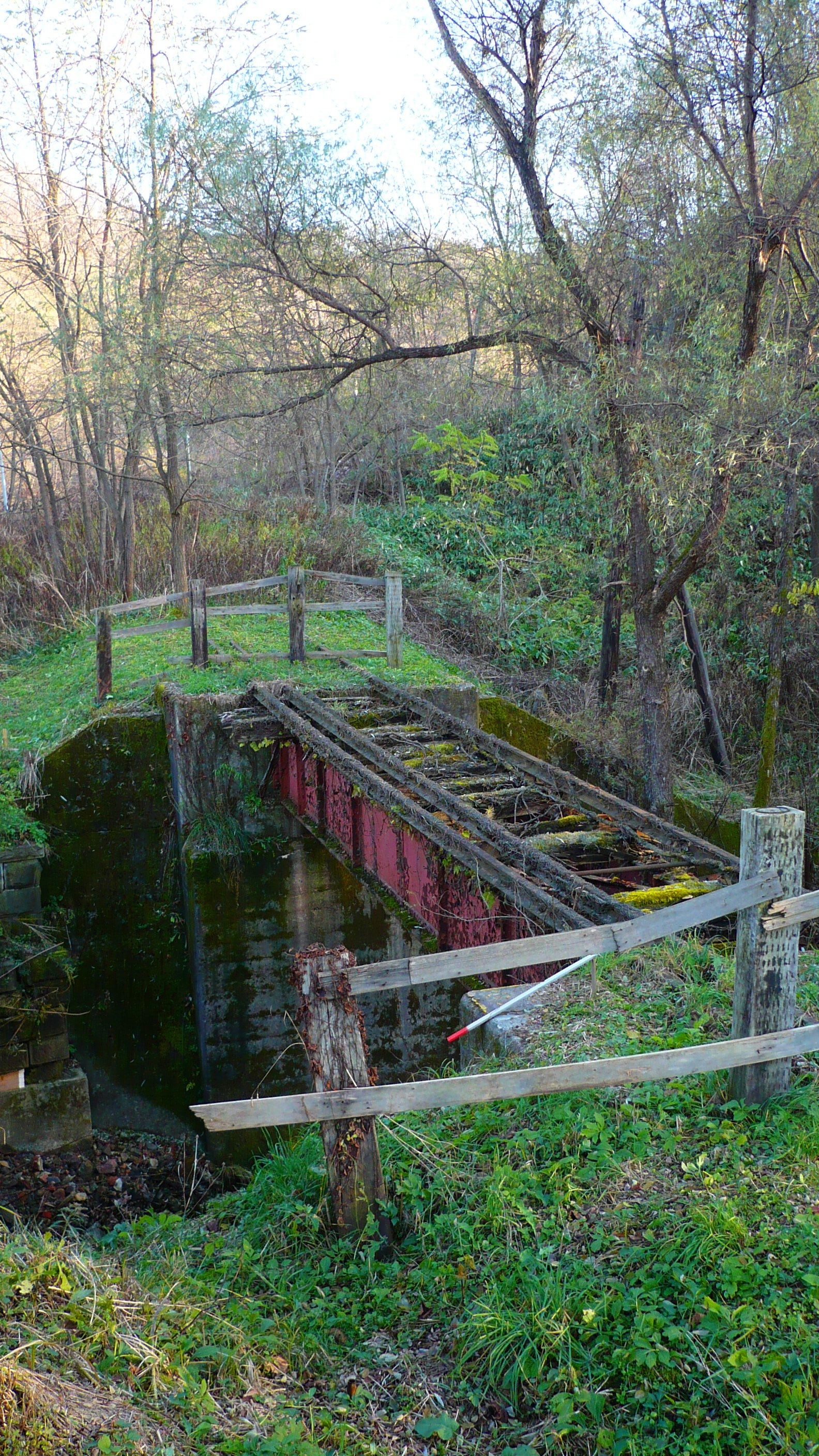
De derde spoorlijn van Japan (1882), de spoorlijn van Horonai (官営幌内鉄道, Kan'ei Horonai Tetsudō).

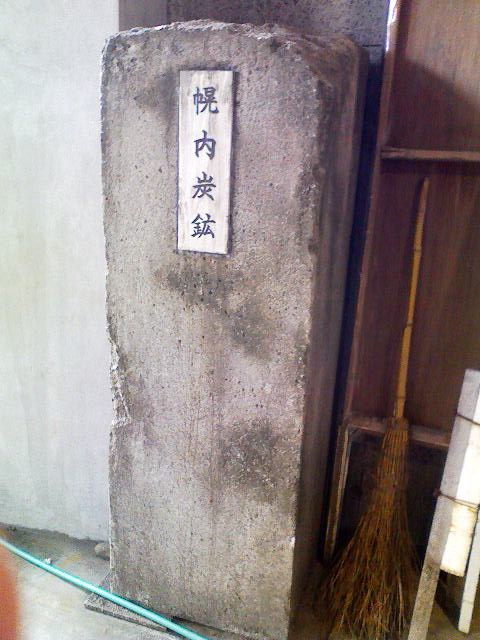
Paal van de Hokutan Horonai mijn

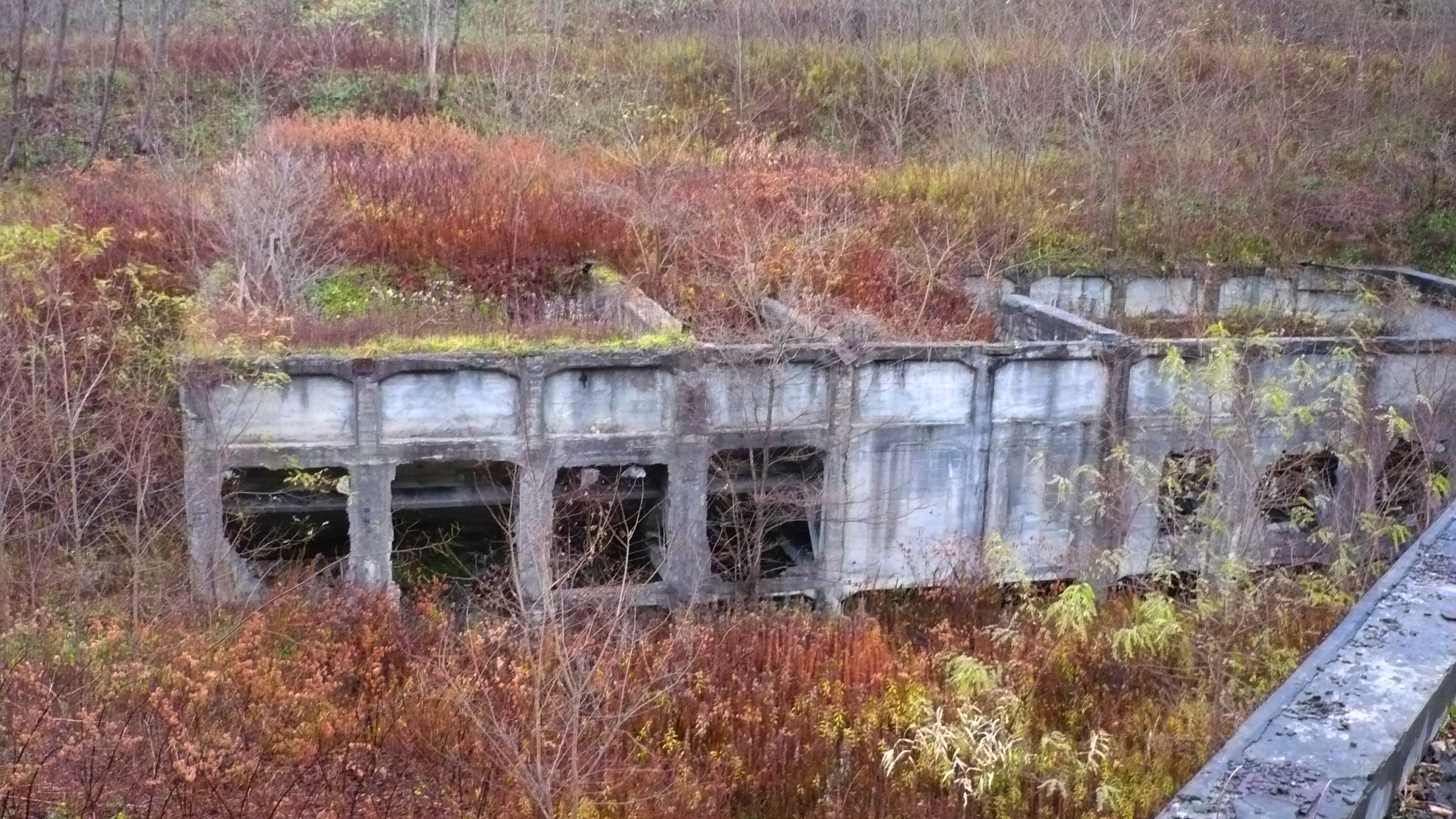
De kolenbunker in het landschapspark van de mijn van Horonai (幌内炭鉱景観公園, Horonai Tankō Keikan Kōen).

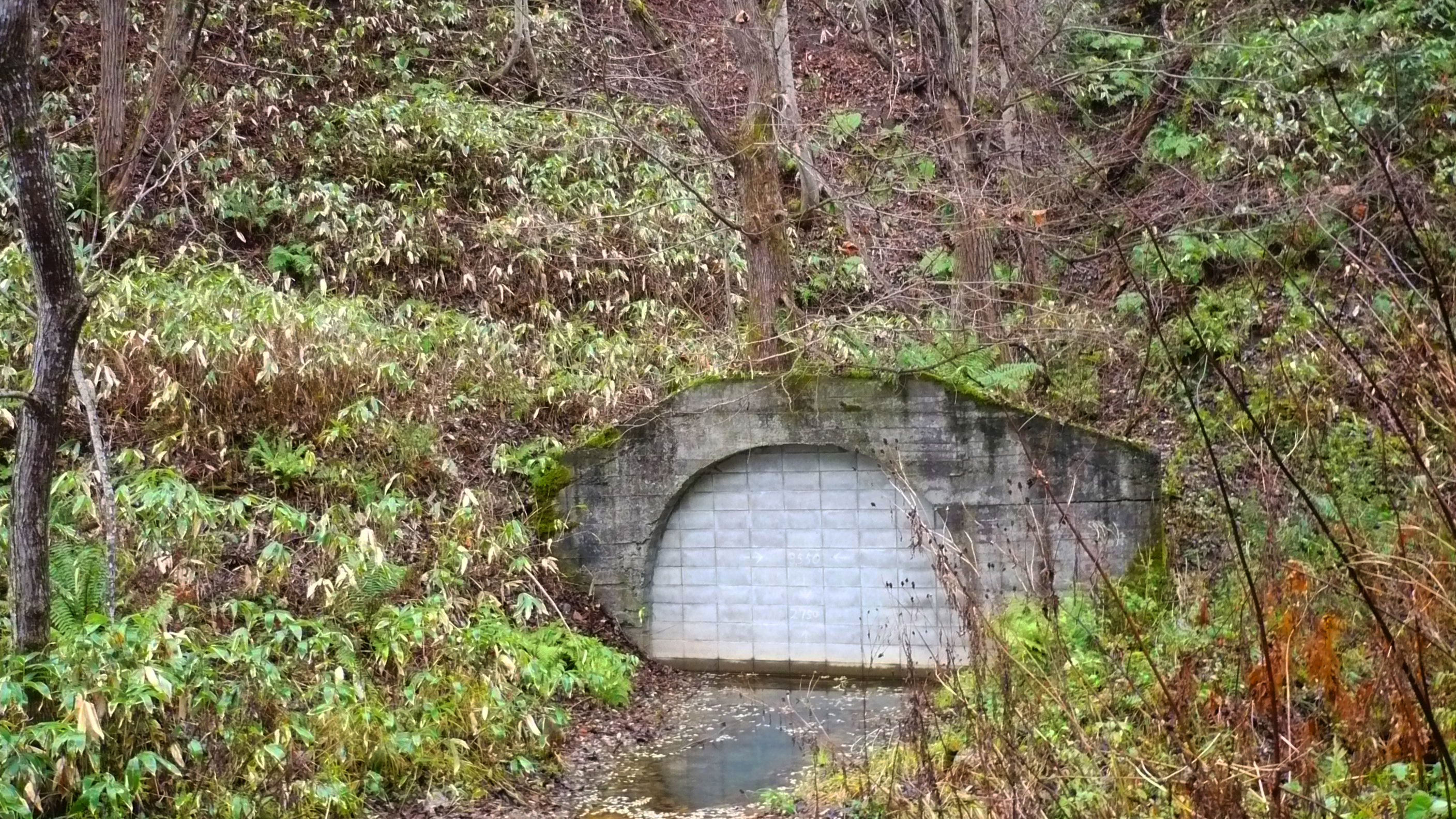
De Daikōdō (大抗道), de eerste schacht van de Horonai mijn (1879).(Ook wel Otowakõ (音羽坑) genoemd)

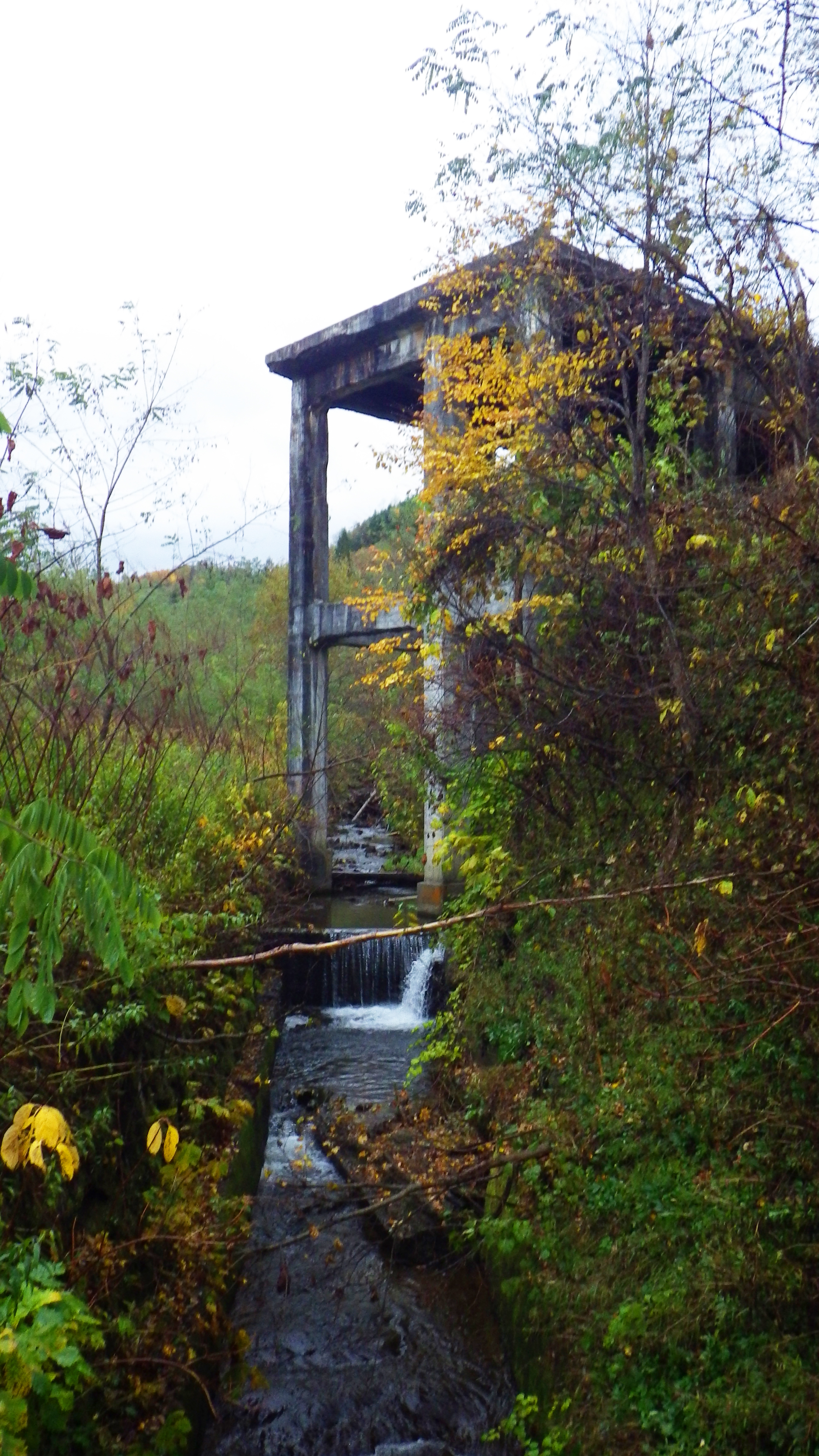
Het ophaalgebouw van de Tokiwakō-schachten (常磐坑) van de Hokutan Horonai mijn.

De steenkoolmijn van Horonai (Japans: 幌内炭鉱, Horonai tankō) is de oudste mijn van het Ishikari-bekken in de mijnstreek van Sorachi (Mikasa) op het Japanse eiland Hokkaido. Sinds haar privatisering in 1889 tot en met de sluiting in 1989 was deze steenkoolmijn eigendom van het mijnbouwbedrijf Hokutan.

## Opstart
De eerste steenkool van het Ishikari-bekken werd in 1868 ontdekt door de timmerman Kimura Kichitarō (木村吉太郎) in Horonai te Mikasa (三笠). Zes jaar later bezorgde Chōjūrō Hayakawa, een inwoner uit Sapporo, de eerste klompen aan de kolonisatiecommissie (開拓使, Kaitakushi). Deze belastte geoloog Benjamin Smith Lyman en zijn volgeling Enomoto Takeaki (榎本武揚) met een onderzoek. In 1877 bezocht de commissie samen met de Meiji-regering de site van Horonai en besliste er over de bouw van een kolenmijn. De bouw werd uitgevoerd onder leiding van de Amerikaanse ingenieur L.C.E. Goujot en zijn opvolger Edward Parry. In 1879 werd de Daikōdō (大抗道, grote mijnschacht) geopend . in 1882 werden de Takinosawa (瀧ノ沢抗)　en Honsawa (本沢抗) schacht geopend en ging de mijn van Horonai in productie.
Datzelfde jaar, in 1882, verbond de derde spoorlijn van Japan, de spoorweg van Horonai (官営幌内鉄道, Kan'ei Horonai Tetsudō) deze mijn met de kolenhaven van Otaru. In datzelfde jaar besliste de overheid om de gevangenis van Sorachi (空知監獄) te bouwen te Mikasa. Zo werden tegelijk de overbevolking aangepakt en werd de mijn voorzien van voldoende werkkrachten. Tussen 1883 en 1894 werd de mijn gemiddeld van 720 gevangenen per jaar voorzien, goed voor 80 procent van het totale mijnwerkersbestand.
| Tabel 1 : Het mijnwerkersbestand van de Hokutan Horonai mijn | Tabel 1 : Het mijnwerkersbestand van de Hokutan Horonai mijn | Tabel 1 : Het mijnwerkersbestand van de Hokutan Horonai mijn | Tabel 1 : Het mijnwerkersbestand van de Hokutan Horonai mijn | Tabel 1 : Het mijnwerkersbestand van de Hokutan Horonai mijn | Tabel 1 : Het mijnwerkersbestand van de Hokutan Horonai mijn | Tabel 1 : Het mijnwerkersbestand van de Hokutan Horonai mijn | Tabel 1 : Het mijnwerkersbestand van de Hokutan Horonai mijn | Tabel 1 : Het mijnwerkersbestand van de Hokutan Horonai mijn |
| Jaar                                                         | Gevangenen                                                   | Kompels                                                      | Jaar                                                         | Gevangenen                                                   | Kompels                                                      | Jaar                                                         | Gevangenen                                                   | Kompels                                                      |
| ------------------------------------------------------------ | ------------------------------------------------------------ | ------------------------------------------------------------ | ------------------------------------------------------------ | ------------------------------------------------------------ | ------------------------------------------------------------ | ------------------------------------------------------------ | ------------------------------------------------------------ | ------------------------------------------------------------ |
| 1883                                                         | 250                                                          | 228                                                          | 1887                                                         | 791                                                          | /                                                            | 1891                                                         | 1.132                                                        | /                                                            |
| 1884                                                         | 400                                                          | 202                                                          | 1888                                                         | 605                                                          | /                                                            | 1892                                                         | 920                                                          | /                                                            |
| 1885                                                         | /                                                            | /                                                            | 1889                                                         | 630                                                          | 276                                                          | 1893                                                         | 874                                                          | 162                                                          |
| 1886                                                         | 809                                                          | /                                                            | 1890                                                         | 1.043                                                        | 183                                                          | 1894                                                         | ± 500                                                        | ± 539                                                        |

## Privatisering
In 1889 werd de mijn en haar aanliggende spoorweg door de staat verkocht aan Hori Motoi (堀基). Hij bracht deze onder in de Hokkaidō steenkool- en spoorwegmaatschappij (北海道炭礦鉄道会社, Hokkaidō Tankō Tetsudō Kaisha, kortweg Hokutan (北炭)). Wegens de spanningen met Rusland werden haar spoorwegen in 1906 genationaliseerd, waardoor de naam veranderde in Hokkaidō steenkool- en stoomschipmaatschappij (北海道炭礦汽船会社, Hokkaidō Tankō Kissen Kaisha). In 1913 kocht de conglomeraat Mitsui zich in bij het management van Hokutan, dat na tegenvallende investeringen in een staalfabriek in Muroran in financiële problemen was geraakt.
Samen met het vastgoed, kocht Hokutan ook de rechten voor gevangenisarbeid over, waardoor het werkvolk vooral uit gevangenen bleef bestaan. Dit bleef zo tot de Meiji-regering, onder druk van de protestantse gevangenisdirecteur Ōinoue Terusaki (1848-1912) en de publieke opinie, in 1894 besliste over de afschaffing ervan. Zij werden vervangen door directe aanwerving, aanwerving via koppelbazen (飯場制度・納屋制度, hanbaseidō - nayaseidō) en een doorgedreven mechanisatie. In 1938 werden twee schuine mijnschachten, de Tokiwakō (常磐坑) gedolven waarlangs de kolen naar de kolen naar de  wasserij werden gevoerd. In 1952 werden deze uitgerust met een transportband. Toen in 1967 Horonai verbonden werd met de nieuwe Horonaimijn (新幌内炭鉱, shin Horonai tankō), voerde men deze steenkool aan vanop een afstand van 2.720, en een diepte van 520 meter. De fusiemijn Hokutan Horonai was uitgerust met twee moderne diepteschachten en gebruikte in 1968 al trommelsnijmachines, waardoor het tot een van de modernste mijnen van Japan hoorde.
| Tabel 2 : De mijngangen van de Hokutan Horonai mijn | Tabel 2 : De mijngangen van de Hokutan Horonai mijn | Tabel 2 : De mijngangen van de Hokutan Horonai mijn | Tabel 2 : De mijngangen van de Hokutan Horonai mijn | Tabel 2 : De mijngangen van de Hokutan Horonai mijn | Tabel 2 : De mijngangen van de Hokutan Horonai mijn |
| Opening                                             | Sluiting                                            | Schachtnaam                                         | Transcriptie                                        | Type schacht                                        | Mijnzetel                                           |
| --------------------------------------------------- | --------------------------------------------------- | --------------------------------------------------- | --------------------------------------------------- | --------------------------------------------------- | --------------------------------------------------- |
| <1955                                               | <1965                                               | 第一風井                                            | 1ste ventilatieput                                  | Schuine                                             | Shin-Horonai                                        |
| <1955                                               | <1967                                               | 本御                                                | Hoofdschacht                                        | Schuine                                             | Shin-Horonai                                        |
| <1955                                               | <1967                                               | 連御                                                | Hulpschacht                                         | Schuine                                             | Shin-Horonai                                        |
| <1955                                               | <1975                                               | 第二風井                                            | 2de ventilatieput                                   | Schuine                                             | Shin-Horonai                                        |
| <1955                                               | <1967                                               | 第三風井                                            | 3de ventilatieput                                   | Schuine                                             | Shin-Horonai                                        |
| <1955                                               | <1967                                               | 第三風井立坑                                        | 3de ventilatieput                                   | Diepte                                              | Shin-Horonai                                        |
| 1882                                                | <1985                                               | 瀧ノ沢抗                                            | Takinosawakõ                                        | Horizontale                                         | Horonai                                             |
| 1882                                                | <1985                                               | 本沢抗                                              | Honsawakõ                                           | Horizontale                                         | Horonai                                             |
| 1879                                                | <1965                                               | 音羽坑 (大抗道)                                     | Otowakõ (Daikõdõ)                                   | Horizontale                                         | Horonai                                             |
| 1896                                                | <1965                                               | 養老立坑                                            | Yõrõ Tatekõ                                         | Diepte                                              | Horonai                                             |
| 1910                                                | <1985                                               | 那智抗                                              | Nachikõ                                             | Schuine                                             | Horonai                                             |
| 1917                                                | <1985                                               | 布引立坑                                            | Nunobiki Tatekõ                                     | Diepte                                              | Horonai                                             |
| 1917                                                | <1985                                               | 布引立坑                                            | Nunobiki Tatekõ                                     | Diepte                                              | Horonai                                             |
| 1918                                                | <1985                                               | 白糸抗                                              | Shiraitokõ                                          | Schuin                                              | Horonai                                             |
| 1938                                                | 1989                                                | 常磐坑 (本御)                                       | Tokiwakō (Hoofdschacht)                             | Schuine                                             | Horonai                                             |
| 1938                                                | 1989                                                | 常磐坑 (連御)                                       | Tokiwakō (Hulpschacht)                              | Schuine                                             | Horonai                                             |
| 1966                                                | 1989                                                | 幌内立坑 (入気)                                     | Horonai Tatekõ (Luchtingang)                        | Diepte                                              | Horonai                                             |
| 1975                                                | 1989                                                | 幌内立坑 (排気)                                     | Horonai Tatekõ (Luchtuitgang)                       | Diepte                                              | Horonai                                             |

## Sluiting
In de jaren 70 werd de mijn van Horonai geteisterd door mijnongevallen, waardoor ze verlieslatend werd. In november 1975 eiste een gasontploffing 13 mensenlevens en ontstond er een ondergrondse brand die geblust werd door 4 miljard liter water in de mijn te laten lopen. De bluswerken en de daarop volgende herstellingswerken sleepten twee jaar aan en stapelde het mijnbedrijf Hokutan op met een financiële kater, waardoor het 120 miljard yen in het rood ging en op de rand van een faillissement stond. 
Als ultieme poging werd het moederbedrijf in 1978 opgesplitst in de afdelingen van Horonai, Sorachi, Mayachi en Yūbari. Desondanks bleven deze filialen verlieslatend, waardoor de bank van de moedermaatschappij, Mitsui, niet meer bereid was om deze verliezen te dekken. Op 27 november 1977 deed zich in Horonai opnieuw een dodelijke gasontploffing voor, met meer dan 15 doden. Hierdoor werd de financiële situatie zelfs zo rampzalig, dat de lokale overheid haar materiële vaste activa, zoals de cités en haar faciliteiten, diende op te kopen om een sluiting te kunnen financieren.

## Herbestemming
Door de moeilijke financiële situatie kon Hokutan zelfs haar eigen terreinen niet meer saneren. Uiteindelijk werden enkel de stalen constructies (met uitzondering van de Horonai schacht) verschroot en bleven de betonnen constructies verweesd achter in het landschap. Op de toegangsweg naar de mijnsite bouwde de stad Mikasa een spoorwegmuseum. Dit museum verving echter niet de bedrijvigheid van de mijn, en de stad stond op de rand van een faillissement. Hierdoor besliste de regionale overheid van Sorachi om haar reconversiebeleid aan te passen. In 1998 voerde zij de "Wet ter Onderzoek van het Mijnerfgoed" (炭鉱の記憶調査事業, Tankō no Kioku Chōsa Jigyō) in die de valorisatie van het regionaal materieel en immaterieel erfgoed ondersteunde. Dit had tot gevolg dat professor Yoshioka Hirotaka (吉岡宏高) in 1999 door middel van erfgoedwandelingen op de site van de mijn van Horonai, het erfgoed van Mikasa begon te valoriseren. Hieruit ontstond het landschapspark van de mijn van Horonai (幌内炭鉱景観公園, Horonai Tankō Keikan Kōen).